# Pelagonema angusticavatum
Pelagonema angusticavatum är en rundmaskart. Pelagonema angusticavatum ingår i släktet Pelagonema, och familjen Oncholaimidae. Arten är reproducerande i Sverige.